# Dermatohalaza
Dermatohalaza ili labavost kože očnog kapka (lat. dermatochalasis) je patološko stanje koje se karakteriše viškom kože, gornjeg i donjeg kapka. Koža očnog kapka je tanka i sklona finom naboranju. Nastaje kao posledica starenje zbog gubitka elasticiteta i tonusa kože, pod uticajem gravitacije. Redundantna koža je često povezana sa masnom hernijom, spuštanjem obrva i spuštanjem kože srednjeg dela lica. Masna hernija je najčešća u supermedijalnoj regiji i u inferomedijalnom i centralnom delu. Pored toga, sa starenjem se razvija varijabilna deformacija zbog edema očnih kapaka i promene boje kože zbog venskog curenja (crni krugovi ispod očiju). Iako je dermatohalaza uobičajeno stanje kod starijih osoba, može se javiti i kod mladih odraslih osoba. Nešto je češća u gornjim očnim kapcima, ali se može videti i u donjim kapcima.
Kod ove bolesti kapci poprimaju vrećast izgled, sa nejasnim naborima, a mogu biti i sa hernijacijom masnog tkiva kroz slabu orbitalnu pregradu (septum), koja je granica prednjeg dela kapka i orbitalnog sadržaja. Diferencijalno dijagnostički treba razlikovati dermatohalazu od viška kože gornjih i donjih kapaka, koje nosi naziv blefarohalaza.

## Epidemologija
Starost
Većinom se javlja u starijih, a katkad pogađa i mlađe osobe. 
Pol
Češće se javlja kod žena, a kod nekih pacijenata izvesnu ulogu u nastajanju imaju i genetski faktori.

## Etiopatogeneza
Dermatohalaza nastaje kao posledica gubitka elastičnosti kože uzrokovane starošću i slabljenjem vezivnog tkiva kapka, obično kod starijih osoba.
Patofiziologija
Patofiziologija  dermatohalaze je u skladu sa normalnim promenama tokom starenja kože kapaka. To uključuje gubitak elastičnih vlakana, stanjivanje epiderma i redundantnost kože. Hronični infiltrat može biti prisutan kada je povezan sa dermatitisom.
Histologija
Histološki, epiderm  izgleda tanko i glatko. Dermis pokazuje određeni gubitak elastičnog i kolagenskog tkiva, uz povećanje kapilarne vaskularnosti. Često postoji bazofilna degeneracija kolagena (aktinska elastoza) i blaga limfocitna upalna reakcija.
Etiološki faktori
Najčešći faktori koji doprinose pojavi slabog i redundantnog tkiva kapka su:
- Starenje.
- Gubitak elastičnog tkiva u koži.
- Slabljenje vezivnog tkiva kapka.
- Uticaj gravitacije.
- Solarna i starosna degeneracija kolagena.
- Nabiranje kože čela
- Izloženost štenim isparenjima i pušenje ubrzavaju razvoj promena.[4]

Sistemske bolesti sa dermatohalazom
Na razvoju dermatohalaze mogu uticati i neke sistemske bolesti, kao što su:
- bolest štitnjače,
- bubrežna insuficijencija,
- Ehlers-Danlosov sindrom,
- amiloidoza,
- nasledni angioneurotski edemi,
- ksantelazme — žute naslage masti i depoziti holestorola u potkožnom predelu,
- trauma očnih kapaka.[5]

## Klinička slika
Nabori kože mogu, uz estetske smetnje, izazivati i poremećaj vida i suženje vidnog polja, i tako onemogućiti normalnu vidnu funkciju oka. 
Funkcionalni problemi
Kad je reč o funkcionalnom problemu, pacijenti mogu:
- osećati iritaciju očiju,
- osećaj punoće i težine u gornjem kapku,
- imati entropij gornjeg kapka (uvrtanje ruba gornje kapka prema oku),
- ektropij donjeg kapka (izvrtanje ruba donjeg kapka oka),
- upalu izvodnih kanala lojnih žlezda uz ivicu trepavica i upalu okolne kože.

Estetski problemi
Kao estetski problem, pacijenti najčešće imaju otečene „vrećice“ ispod donjih kapaka i bore u donjim kapcima i samim rubovima kapaka.

## Dijagnoza
Dijagnoza zavisi od kliničkih karakteristika, a postavlja se u toku oftalmološkog pregleda, prema sledećim kliničkim metodama evaluacije:
- Isključiti postojeću blefaroptozu, ptozu obrva, prolaps suzne žlezde, ili vodoravnu slabosti očnog kapka.
- Lateralno ispupčenje gornjeg kapka treba prepoznati kao prolaps suzne žlezde i treba ga razlikovati od masnog tkiva.
- Istovremena dermatohalaza kapaka i ptoza mogu se testirati podizanjem obrva.
- Interpalpebralnu fisuru i funkciju levatora kapka, kao i marginalnu refleksnu udaljenost od gornjeg i donjeg kapka, treba dokazati.
- Pregib kapaka treba meriti u milimetrima.

## Diferencijalna dijagnoza
Diferencijaln0 dijagnostički treba dermatohalazu razlikovati od ovih stanja:
- Urođena ili stečena ptoza.
- Ptoza obrva.
- Sindrom viseći očni kapak (eng. floppy eyelid).
- Edem kapka — blefarohalazije.
- Prolaps suzne žlijezde.[6]

## Terapija
Lečenje treba vršiti pod medicinskim nadzorom i uglavnom je hirurško.
Medikamentozna terapija
- Za blefaritis može biti potrebna higijena očnog kapka i primena topikalnih sredstava i antibiotika.
- Lokalni steroidi pomažu kod dermatitisa.
- Topikalna sredstva za podmazivanje su korisna kod pacijenata sa suvim očima.

Hirurška terapija
Zasniva se na blefaroplastici gornjeg očnog kapka  — uklanjanjanju viška kože kapka i orbitalne masti, uz rekonstrukciju nabora gornjeg kapka.  Zahvat se izvodi u lokalnoj anesteziji i bezbolan je. Najčešće se istovremeno operišu oba oka.
Ako je pacijent na terapiji (Aspirin, Andol i sl.), preporučuje se privremeni prekid terapije tri dana pre zahvata, ako to nije kontraindikovano zbog opšteg zdravstvenog stanja.
Pacijenti sa povezanom ptozom (spuštanje kapaka) mogu zahtevati operaciju ptoze.
Postavljanje privremenih punktalnih čepova sa kolagenom, trajnih punktalni čepovi može se uraditi kod pacijenata sa suvim očima.

## Prognoza
Rezultati su obično dobri uz pravilnu dijagnozu i hiruršku blefaroplastiku.

## Literatura
- Vaše zdravlje : vodič za zdraviji život. Zagreb : Oktal Pharma, 2010. XII (travanj/svibanj 2010), 71; str.67.
- Stein Harold A, Stein Raymond M, Freeman Melvin I. The Ophthalmic Assistant- A Text for Allied and Associated Ophthalmic Personnel Ninth Edition. Elsevier Saunders 2013. P 406.
- Gold Daniel H, Lewis Richard Alan. Clinical Eye Atlas Second Edition. Oxford University Press 2011. P 14- 15.
- Denniston Alastair KO, Murray Philip I. Oxford Handbook of Ophthalmology Third Edition. Oxford University Press 2014. P 161.
- Jacobs, L.C.;  . (2014). „Intrinsic and extrinsic risk factors for sagging eyelids”. JAMA Dermatol. 150 (8).p. 836-43.
- Techniques in Ophthalmic Plastic Surgery with DVD: A Personal Tutorial. Jeffrey A. Nerad MD. Saunders 2010.
- Orbit, Eyelids, and Lacrimal System. BCSC Section 7. American Academy of Ophthalmology. 2008.

## Spoljašnje veze
- Dermatochalasis (језик: енглески)
- Dermatochalasis (језик: енглески)
- Dermatochalasis: a potential pitfall in botulinum rejuvenation (језик: енглески)

|  | Molimo Vas, obratite pažnju na važno upozorenje u vezi sa temama iz oblasti medicine (zdravlja). |